# Jonas Müller (hockeista su ghiaccio)
Jonas Müller (Glarona, 17 maggio 1984) è un ex hockeista su ghiaccio svizzero di ruolo portiere.

## Carriera
Jonas Müller ha cominciato la sua carriera presso l'HC Davos (Juniores), per proseguire per l'EHC Chur (1. Lega), HC Davos, EHC Chur (NLB), HC Davos, Aarau (1. Liga), HC Ambrì-Piotta (2007-2008).

### Stagione 2008/09
Per la stagione 2008-2009 Jonas Müller gioca per SC Bern come portiere di riserva. Da inizio dicembre è stato prestato all'HCAP in sostituzione del portiere principale infortunato, rimarrà ad Ambrì fino a natale.

## Statistiche
Statistiche aggiornate a settembre 2011.

### Club
| Stagione  | Squadra         | Stagione regolare | Stagione regolare | Stagione regolare | Stagione regolare | Playoff | Playoff | Playoff |
| Stagione  | Squadra         | Lega              | P                 | GAA               | SVS%              | P       | GAA     | SVS%    |
| --------- | --------------- | ----------------- | ----------------- | ----------------- | ----------------- | ------- | ------- | ------- |
| 2000-2001 | Davos U-20      | Elite Jr. A       | -                 | -                 | -                 | 1       | -       | -       |
| 2001-2002 | Davos U-20      | Elite Jr. A       |                   | -                 | -                 |         | -       | -       |
| 2002-2003 | Davos U-20      | Elite Jr. A       | 25                | -                 | -                 |         | -       | -       |
| 2003-2004 | Davos U-20      | Elite Jr. A       |                   | -                 | -                 |         | -       | -       |
|           | Davos           | NLA               | 3                 | 2.09              | -                 | 0       | -       | -       |
| 2004-2005 | Davos           | NLA               | 0                 | -                 | -                 |         |         |         |
|           | Lugano          | NLA               | 0                 | -                 | -                 | -       | -       | -       |
|           | Chur            | NLB               | 6                 | 4.68              | -                 | -       | -       | -       |
|           |                 | Playout           | 0                 | -                 | -                 | -       | -       | -       |
| 2005-2006 | Davos           | NLA               | 0                 | -                 | -                 |         |         |         |
| 2006-2007 | Zug             | NLA               | 0                 | -                 | -                 |         |         |         |
| 2007-2008 | Bern            | NLA               | 3                 | 1.68              | -                 | 0       | -       | -       |
|           | Ambrì-Piotta    | NLA               | 4                 | 3.83              | -                 | -       | -       | -       |
|           | Langenthal      | NLB               | 3                 | 2.00              | -                 | -       | -       | -       |
| 2008-2009 | Bern            | NLA               | 4                 | 3.75              | 0.775             | 0       | -       | -       |
|           | Bern            | Champions HL      | 0                 | -                 | -                 | -       | -       | -       |
|           | Ambrì-Piotta    | NLA               | 3                 | 4.44              | -                 | -       | -       | -       |
|           | Young Sprinters | NLB               | 9                 | 4.85              | -                 | -       | -       | -       |
| 2009-2010 | Visp            | NLB               | 33                | 2.76              | -                 | 15      | 2.54    | -       |
| 2010-2011 | Visp            | NLB               | 33                | 3.47              | -                 | 20      | 3.00    | -       |
| 2011-2012 | Rapperswil      | NLA               | 0                 | 0                 | 0                 |         |         |         |

## Palmarès
- Campionato svizzero D2: 1

 Visp: 2010-11